# Jardines de Moragas
Los jardines de Moragas se encuentran en el barrio de Sant Gervasi-Galvany  de Barcelona. Fueron creados en 1959 con un proyecto de Lluís Riudor y Joaquim Casamor. Se llaman así en honor de Joaquín y María de la Concepción Moragas Ixart, propietarios del terreno.

## Descripción
Es un jardín de barrio, de pequeño tamaño pero con un diseño esmerado y rico en especies vegetales. Antiguamente habían pertenecido a la finca de Can Lledó, hasta que pasó a titularidad pública y fue remodelado en 1959. En la actualidad se encuentra rodeado por edificios en tres de sus lados, con tres accesos públicos por las calles Tavern. Madrazo,y Rector Ubach. Tras cruzar la entrada principal (calle Tavern) un camino serpenteante conduce a un nivel superior, donde a la izquierda se halla un área de juegos infantiles, que incluye una pista de patinaje. El resto está protagonizado por la vegetación, dispuesta en parterres cuadrangulares separados por caminos de sablón. En un rincón de los muros que circundan el jardín se encuentra una fuente dentro de una hornacina.
Entre las especies presentes en el parque se hallan: el pino carrasco (Pinus halepensis), el cedro del Himalaya (Cedrus deodara), el castaño de Indias (Aesculus hippocastanum), el ciprés (Cupressus sempervirens), la jacaranda (Jacaranda mimosifolia), el pimentero falso (Schinus molle), la washingtonia (Washingtonia filifera), el palmito (Chamaerops humilis) y la palmera de Canarias (Phoenix canariensis).